# R.H.

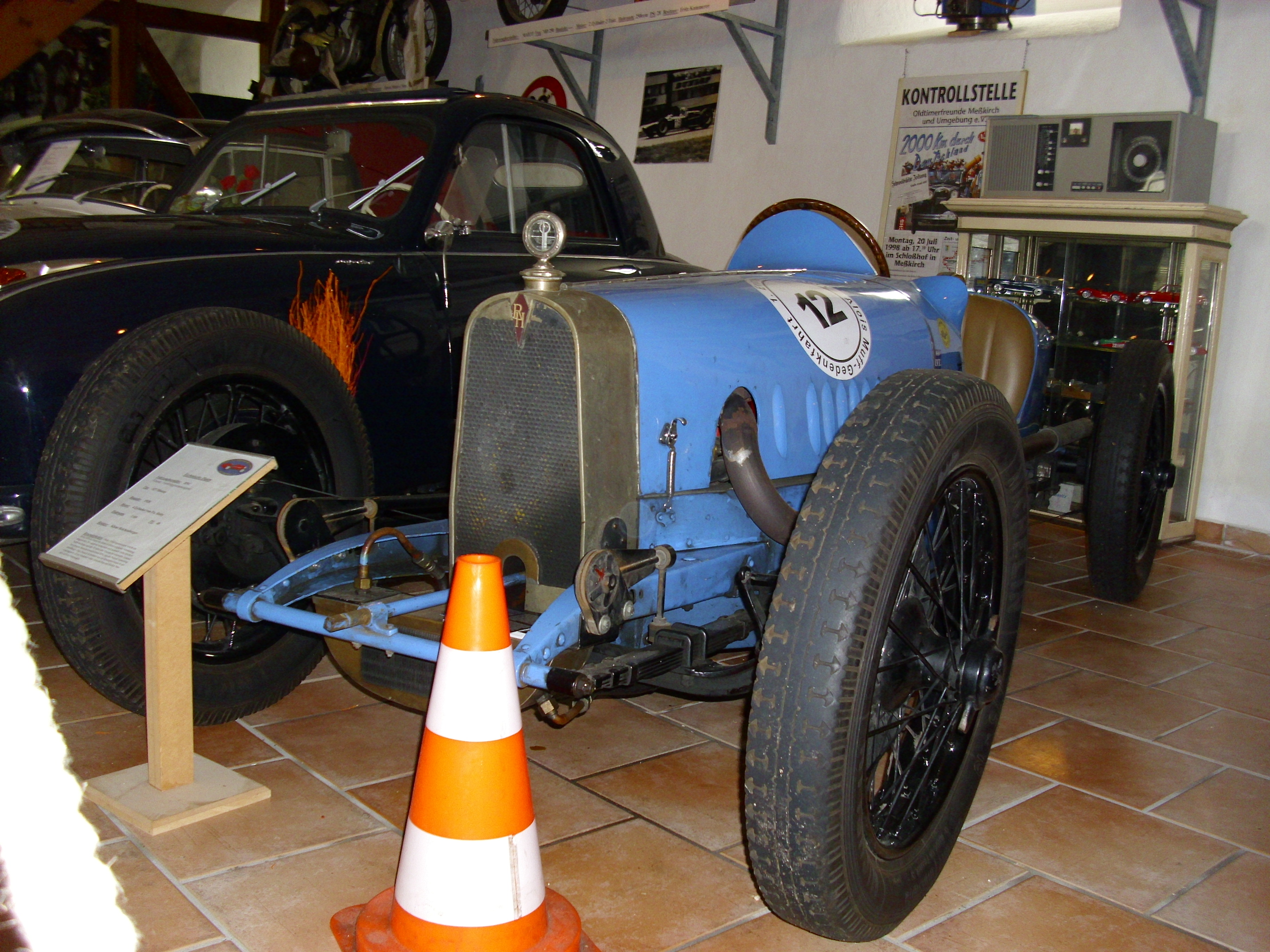
R.H.

Établissements Raymond Hébert war ein französischer Hersteller von Automobilen.

## Unternehmensgeschichte
Raymond Hébert gründete 1927 in Levallois-Perret das Unternehmen zur Produktion von Automobilen. Der Markenname lautete RH. 1928 endete die Produktion. Insgesamt entstanden nur wenige Fahrzeuge.

## Fahrzeuge
Das einzige Modell 7 CV Grand Sport war ein Sportwagen mit einem Einbaumotor von S.C.A.P. Der Vierzylindermotor mit 61 mm Bohrung und 94 mm Hub verfügte über 1096 cm³ Hubraum. Zur Leistungssteigerung wurde ein Kompressor von Cozette verwendet. Die offene Karosserie ohne Türen bot Platz für zwei Personen. Die Höchstgeschwindigkeit war mit 140 km/h angegeben.
Ein Fahrzeug existiert noch heute in Händen der Ecurie Anges Bleus.